# 小行星7746
小行星7746是一颗围绕太阳公转的小行星。1987年9月13日，亨利·德波鸿诺在拉西拉天文台发现了此天体。
这颗小行星的绝对星等为255.2216731728033等。